# Weißlenreuth
Weißlenreuth ist ein Gemeindeteil der Gemeinde Konradsreuth im Landkreis Hof (Oberfranken, Bayern). Weißlenreuth liegt in der Gemarkung Markersreuth.

## Geografie
Das Dorf liegt auf freier Flur. Es entspringt dort der Modlitzbach, ein linker Zufluss des Ulrichsbachs. Die Staatsstraße 2461 führt nach Konradsreuth (3,3 km nordöstlich) bzw. nach Reuthlas (1,8 km südlich). Auf dem Weg nach Konradsreuth befindet sich ein Kilometerstein und ein aufgelassener Gneis-Steinbruch, der als Geotop ausgezeichnet ist. Nördlich auf dem Steinbühl (631 m ü. NHN) steht ein Baum, der als Naturdenkmal geschützt ist.

## Geschichte
Weißlenreuth wurde 1373 urkundlich erwähnt, als der Nürnberger Burggraf Friedrich V. von den Brüdern Erich, Friedrich und Babo von Sparneck diesen Ort kaufte.
Gegen Ende des 18. Jahrhunderts bestand Weißlenreuth aus 19 Anwesen. Die Hochgerichtsbarkeit sowie die Dorf- und Gemeindeherrschaft stand dem bayreuthischen Stadtrichteramt Münchberg zu. Grundherren waren
- das Kastenamt Münchberg: 6 Halbhöfe, 1 Dreiviertelhof, 3 Viertelhöfe, 1 Viertelhof mit halbem Haus, 1 Haus, 3 Tropfhäuser;
- das Hospitalamt Hof: 2 Höfe;
- das Kloster- und Pfründeamt Kulmbach: 1 Halbhof;
- die Pfarrei Münchberg: 1 Halbhof.[6]

Von 1797 bis 1810 unterstand Weißlenreuth dem Justiz- und Kammeramt Münchberg. Infolge des Ersten Gemeindeedikts wurde Grund dem 1812 gebildeten Steuerdistrikt Markersreuth und der zugleich entstandenen die Ruralgemeinde Markersreuth zugewiesen. Im Zuge der Gebietsreform in Bayern wurde Weißlenreuth am 1. Mai 1978 nach Konradsreuth eingemeindet.

### Ehemalige Baudenkmäler
- Haus Nr. 3: Modern ausgebauter Wohnstallbau, der Sturz der Haustür am Scheitelstein bezeichnet „NR 1829“.[9]
- Haus Nr. 6: Wohnstallbau mit Frackdach, der Türsturz am Scheitelstein bezeichnet „J. J. L. 1841“. Erdgeschoss massiv, Obergeschoss verschalt, Strohdeckung an der Südseite erhalten.[9]
- Haus Nr. 7: Zweigeschossiger Wohnstallbau mit Halbwalmdach, der Türsturz am Scheitelstein bezeichnet „J. J. H. 1843“ (=Johann Julius Hahn).[9]

### Einwohnerentwicklung
| Jahr      | 1799   | 1812  | 1819   | 1861   | 1871   | 1885   | 1900   | 1925   | 1950   | 1961   | 1970   | 1987   | 2021 | 2025  |
| Einwohner | 124    | 135   | 153    | 215    | 211    | 215    | 200    | 166    | 243    | 182    | 174    | 153    | 89   | 88    |
| Häuser    | 22     | 27    |        |        |        | 34     | 32     | 31     | 33     | 34     |        | 35     |      |       |
| Quelle    | [ 11 ] | [ 7 ] | [ 12 ] | [ 13 ] | [ 14 ] | [ 15 ] | [ 16 ] | [ 17 ] | [ 18 ] | [ 19 ] | [ 20 ] | [ 21 ] |      | [ 1 ] |

## Religion
Weißlenreuth ist bis heute nach St. Martin (Ahornberg) gepfarrt und seit der Reformation evangelisch-lutherisch geprägt.